# Santiniho jazyk (film)
Santiniho jazyk je televizní film Jiřího Stracha na motivy stejnojmenného románu Miloše Urbana z roku 2005. V premiéře jej uvedla Česká televize 4. prosince 2011 v 20:00 h.

## Výroba
Film se začal natáčet 23. března 2010, plánováno bylo 20 natáčecích dnů, dotočeno bylo 18. dubna 2010. Film se natáčel hlavně v Praze (včetně katedrály svatého Víta na Pražském hradě, kde štáb 14. dubna navštívil arcibiskup Dominik Duka) a na dalších místech, kde stojí stavby Jana Blažeje Santiniho – v Kladrubech, v Plasích, na Zelené hoře (o Velikonocích 2. a 3. dubna 2010), v Rajhradu, v Křtinách, v Sedlci a v Panenských Břežanech. První klapka padla v penzionu blízko Benešova.

## Obsazení
| David Švehlík                             | Martin Urmann            |
| Monika Timková (mluví Tatiana Vilhelmová) | Tereza Coufalová         |
| Lucia Molnárová (mluví Andrea Elsnerová)  | Viktorie                 |
| Petra Molnárová                           | Aurelie                  |
| Martin Stropnický                         | kunsthistorik Roman Rops |
| Marek Taclík                              | Kňour                    |
| Viktor Preiss                             | Max Unterwasser          |
| Michal Pavlata                            | farář                    |
| Robert Jašków                             | kastelán                 |
| Zuzana Kajnarová                          | učitelka, průvodkyně     |
| Stanislav Fišer                           | stařec                   |
| Hynek Čermák                              | správce                  |
| Jolana Voldánová                          | hlasatelka               |
| Berenika Kohoutová                        | recepční                 |
| Martin Hub                                | řezník                   |

Miloš Urban si ve filmu zahrál maličkou roli čtenáře své vlastní knihy Sedmikostelí v Klementinu.
Ve scéně, kde dá Martin Urmann (David Švehlík) výpověď, odchází a hádá se se svým šéfem Kňourem (Marek Taclík), se u recepce objevují jako komparz režisér filmu Jiří Strach a herec Jiří Dvořák.

## Uvedení v zahraničí
V červnu 2014 byl film uveden na festivalu Czech Moments v korejském Soulu za velkého zájmu místních.

## Recenze
- Jaroslav Sedláček, Kinobox.cz, 4. prosince 2011
- Vojtěch Rynda, Týden.cz, 3. prosince 2011
- Jan Foll, Hospodářské noviny, 30. listopadu 2011
- Marcel Kabát, Lidovky.cz, 30. listopadu 2011
- Gabriela Kováříková, Deník.cz, 2. prosince 2011